# Syngnathus phlegon
Il pesce ago pelagico (Syngnathus phlegon Risso, 1827) è un pesce di mare della famiglia Syngnathidae.

## Distribuzione e habitat
È diffuso nel mar Mediterraneo e sconfina nella porzione più contigua dell'Oceano Atlantico.
Ha un habitat molto diverso dalle specie congeneri, vive infatti in acque libere lontano dalle rive e dal fondo, ha uno stile di vita pelagico o, per meglio dire, planctonico.

## Descrizione
Ha forma generale del corpo molto simile a quella dei congeneri come il pesce ago di rio alla cui descrizione si rimanda; si può distinguere facilmente, oltre che per l'ambiente completamente diverso, per la presenza di spine lungo gli anelli ossei che circondano il corpo, caratteristica assolutamente unica.
Il colore è azzurro con ventre bianco, su ogni anello è presente una macchia scura.
Misura fino a 20 cm.

## Riproduzione
Simile a quella del pesce ago di rio, a cui si rimanda. Dopo la schiusa dei giovani il maschio incubatore muore.

## Predatori
È spesso preda del pesce luna.

## Specie simili
Syngnathus schmidti è molto simile ed ha abitudini identiche, sostituisce questa specie nei mari Nero e d'Azov.